# Oblast Donlegioen
De oblast Donlegioen (Russisch: Область войска Донского, Oblast vojska Donskogo) was een oblast binnen het keizerrijk Rusland. De oblast bestond van 1878 tot 1917. Het ontstond uit het gouvernement Azov en het ging op in de republiek Don. Het grensde aan het gouvernement Voronezj, het gouvernement Charkov en de oblast Koeban. De hoofdstad was eerst Tsjerkassk en later Novotsjerkassk.

## Geschiedenis
Het gebied omvatte de regio waar de Don-Kozakken in het keizerrijk Rusland woonden. De Kozakken bezaten binnen het Russische rijk een 15-tal administratieve gebieden, legioens (vojsk) genoemd van het Russische woord voor strijdkrachten. Vanaf 1787 werd het gebied officieel de oblast Donlegioen, die in 1870 hernoemd werd tot de provincie Donlegioen. De oblast werd in 1920 afgeschaft en het gebied werd onderdeel van de republiek Don en de Noordelijke Kaukasuskrai.